# Matthias Kunkler
Matthias Kunkler (* 4. Dezember 1957 in Borken (Westfalen); † 27. Februar 1997 in Düsseldorf) war ein deutscher Maler. Er war Sohn des bildenden Künstlers Hermann Kunkler.

## Leben
Kunkler studierte von 1979 bis 1985 freie Malerei bei Raimund Girke an der Hochschule der Künste in Berlin. Von 1984 bis zu seinem Tode lebte und arbeitete er in Düsseldorf. Er war Stipendiat der Gesellschaft zur Förderung der westfälischen Kulturarbeit, der Günther-Peill-Stiftung, des Atelierhauses Worpswede und des Morgner-Stipendiums der Stadt Soest.

## Ausstellungen
- 2003: 50 Jahre Vestischer Künstlerbund (Kunsthalle Recklinghausen)[3]
- 2003: Der erste Blick (Museum am Ostwall, Dortmund)[4]
- 2009: Bild-Räume (Kunstverein Leverkusen Schloss Morsbroich)
- 2011: Knüller-Falter-Reisser (Städtische Galerie Villa Zanders, Bergisch Gladbach)[5]

## Werk
Hauptmaterial seiner Werke sind eine Vielzahl verschiedenartiger Papiere, die er in unterschiedlichen Techniken bemalte und zu Collagen verarbeitete. Aus mit Acryl durchtränkten Leinentüchern schuf er Reliefobjekte sowie Hänge- und Standplastiken. Zu seinen Lebzeiten hat er im wörtlichen Sinne Farb-Räume geschaffen, wovon der Farb-/Raum-Körper in der Villa Zanders (Bergisch Gladbach) Zeugnis ablegt.